# Таргошув
Таргошув (пол. Targoszów) — село в Польщі, у гміні Стришава Суського повіту Малопольського воєводства.
Населення — 224 особи (2011).

## Історія
У 1975-1998 роках село належало до Бельського воєводства, підпорядковувалося районній адміністрації у Вадовицях.

## Демографія
Демографічна структура станом на 31 березня 2011 року:
|          | Загалом | Допрацездатний вік | Працездатний вік | Постпрацездатний вік |
| -------- | ------- | ------------------ | ---------------- | -------------------- |
| Чоловіки | 119     | 11                 | 90               | 18                   |
| Жінки    | 105     | 10                 | 61               | 34                   |
| Разом    | 224     | 21                 | 151              | 52                   |